# Internationale Friedensfahrt 1950

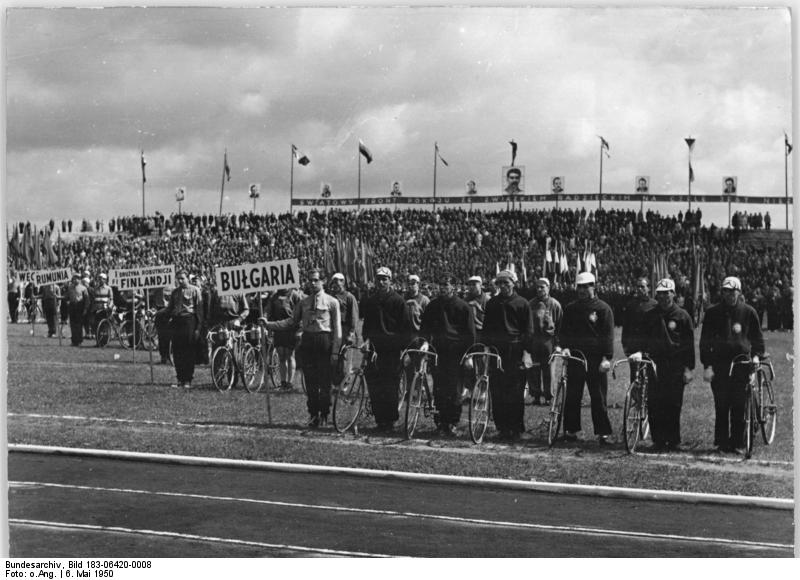
Eröffnungsfeier in Warschau

Die 3. Internationale Friedensfahrt (Course de la paix) war ein Radrennen, das vom 30. April bis zum 9. Mai 1950 ausgetragen wurde. Das Etappenrennen führte von Warschau nach Prag und wurde in der Einzelwertung von dem Dänen Willy Emborg gewonnen. Die Tschechoslowakei gewann in der Mannschaftswertung.

## Teilnehmer
Es gingen 71 Fahrer aus zwölf Mannschaften an den Start. Erstmals beteiligte sich auch die DDR. Gegenüber dem Vorjahr waren Teams aus Dänemark, England und Triest neu dabei. Diese Mannschaften waren beteiligt:
| - Bulgarien - Dänemark - DDR - England - Finnland - Frankreich | - Polen - Rumänien - Triest - Tschechoslowakei (ČSR) - Ungarn - in Frankreich lebende Polen |

Bis auf Frankreich-Polen (fünf Starter) bestanden alle Mannschaften aus sechs Aktiven. Der Deutsche Sportausschuß hatte für die DDR folgende Fahrer nominiert:
Otto Busse, Horst Gaede, Werner Gräbner, Karl-Heinz Hey, Lothar Meister I und Kurt Plitt.
Die Mannschaft Frankreichs war keine Nationalmannschaft. Sie wurde durch Fahrer der Fédération sportive et gymnique du travail (FSGT), des französischen Arbeitersportverbandes repräsentiert.

## Strecke
Auf der 3. Friedensfahrt waren 1539 Kilometer zu bewältigen. Die Strecke war in neun Etappen unterteilt, begann in der polnischen Hauptstadt Warschau und endete in Prag, der Hauptstadt der Tschechoslowakei. Fünf Etappen lagen auf polnischem Gebiet. Die längste Etappe war 218 Kilometer lang und führte am dritten Tourtag in Polen von Łódź nach Breslau. Der erste und der achte Tagesabschnitt waren mit 143 Kilometern am kürzesten. Durch die Berge der Beskiden verlief die sechste Etappe vom polnischen Cieszyn zum tschechischen Gottwaldov.

## Rennverlauf
Auf den ersten Etappen gab es einen Zweikampf zwischen dem Frankreich-Polen Bronisław Klabiński und dem Dänen Willy Emborg. Nach dem vierten Tagesabschnitt sah Klabiński schon wie der sichere Favorit aus, nachdem er seinen Vorsprung vor dem zweitplatzierten Dänen auf 3:42 Minuten ausdehnen konnte. Auf der folgenden Etappe schlug Emborg jedoch mit einem starken Soloritt zurück. Er machte auf den 216 Kilometern von Chorzów nach Cieszyn gegenüber Klabiński fast 20 Minuten wett und übernahm danach seinerseits das Gelbe Trikot des Gesamtführenden. Zwar konnte sich Klabiński auf den letzten Etappen noch um einige Minuten an den Dänen herankämpfen, doch bei der Ankunft in Prag hatte Emborg immer noch einen Vorsprung von 7:19 Minuten vor Klabiński, der sich am Ende mit Platz zwei begnügen musste. Dritter der Gesamteinzelwertung wurde der Tschechoslowake Vlastimil Ružička, der drei Etappensiege erringen konnte und auch von der Neuregelung profitierte, nach der der Etappensieger eine Minute Zeitgutschrift erhielt. Dank des starken Willy Emborg schnitten die Dänen auch in der Mannschaftswertung mit dem zweiten Platz überraschend gut ab. Gewinner des Teamwettbewerbes wurde zum ersten Mal die tschechoslowakische Mannschaft, während die unerfahrene DDR-Mannschaft mit fast drei Stunden Rückstand nur auf Rang acht landete. Sie hatte mit Lothar Meister I ihren besten Fahrer, der den 14. Platz in der Einzelwertung erreichte. Von den 71 gestarteten Fahrer erreichten 54 das Ziel in Prag.

## Etappenübersicht
| Etappe | Start – Ziel         | Etappen- länge | Etappensieger                          | Zeit (h) | km/h |
| 01     | Rund um Warschau     | 143 km         | Jan Veselý (CSR)                       | 3:48:27  | 37,3 |
| 02     | Warschau – Łódź      | 183 km         | Bronisław Klabiński (Frankreich/Polen) | 5:00:12  | 36,6 |
| 03     | Łódź – Breslau       | 218 km         | Vlastimil Ružička (CSR)                | 6:05:45  | 35,8 |
| 04     | Breslau – Chorzów    | 183 km         | Vlastimil Ružička (CSR)                | 5:46:40  | 31,8 |
| 05     | Chorzow – Cieszyn    | 216 km         | Willy Emborg (Dänemark)                | 6:21:02  | 34,0 |
| 06     | Cieszyn – Gottwaldov | 161 km         | Vlastimil Ružička (CSR)                | 4:14:24  | 37,9 |
| 07     | Gottwaldov – Brünn   | 146 km         | Bronisław Klabiński (Frankreich/Polen) | 3:46:47  | 38,4 |
| 08     | Brünn – Pardubice    | 143 km         | Vlastimil Ružička (CSR)                | 3:34:35  | 39,9 |
| 09     | Pardubice – Prag     | 146            | Jan Veselý (CSR)                       | 4:07:23  | 35,1 |

## Endresultate
| Einzelwertung | Einzelwertung       | Einzelwertung    | Einzelwertung |
| ------------- | ------------------- | ---------------- | ------------- |
|               | Fahrer              | Mannschaft       | Zeit          |
| 01.           | Willy Emborg        | Dänemark         | 43:01:04 h    |
| 02.           | Bronisław Klabiński | Frankreich-Polen | + 7:19 min    |
| 03.           | Vlastimil Ružička   | Tschechoslowakei | + 8:14 min    |
| 04.           | Jan Veselý          | Tschechoslowakei | + 12:59 min   |
| 05.           | Marin Niculescu     | Rumänien         | + 20:14 min   |
| 06.           | Tibor Vida          | Ungarn           | + 33:36 min   |
| 07.           | János Ötvös         | Ungarn           | + 34:01 min   |
| 08.           | Milko Dimow         | Bulgarien        | + 35:22 min   |
| 09.           | Gyula Sere          | Ungarn           | + 36:23 min   |
| 10.           | Constantin Sandru   | Rumänien         | + 44:36 min   |
| 0 …           |                     |                  |               |
| 14.           | Lothar Meister I    | DDR              | + 58:56 min   |
| 20.           | Horst Gaede         | DDR              | + 1:30:24 h   |
| 32.           | Werner Gräbner      | DDR              | + 2:15:58 h   |
| 44.           | Otto Busse          | DDR              | + 4:04:16 h   |
| 45.           | Karl-Heinz Hey      | DDR              | + 4:04:27 h   |
|               | Kurt Plitt          | DDR              | ausgeschieden |

| Mannschaftswertung | Mannschaftswertung | Mannschaftswertung | Mannschaftswertung |
| ------------------ | ------------------ | ------------------ | ------------------ |
|                    | Mannschaft         | Zeit               |                    |
| 01.                | Tschechoslowakei   | 129:42:52 h        |                    |
| 02.                | Dänemark           | + 15:38 min        |                    |
| 03.                | Rumänien           | + 45:36 min        |                    |
| 04.                | Ungarn             | + 53:22 min        |                    |
| 05.                | Polen              | + 1:28:27 h        |                    |
| 06.                | Bulgarien          | + 1:29:10 h        |                    |
| 07.                | Frankreich-Polen   | + 2:16:59 h        |                    |
| 08.                | DDR                | + 2:57:35 h        |                    |
| 09.                | Frankreich         | + 3:49:56 h        |                    |
| 10.                | Finnland           | + 7:10:17 h        |                    |
| 11.                | Triest             | + 10:50:10 h       |                    |
|                    | England            | ausgeschieden      |                    |